# Intrastat
Intrastat är systemet för insamling av statistik över handel av varor inom Europeiska unionen (EU).
Detta startades den 1 januari 1993 då det ersatte tulldeklarationer som källa för handelsstatistik inom EU.
Insamlingen av Intrastatstatistik hanteras likartat av alla medlemsstater i Europeiska unionen.
Intrastat hanteras i Sverige av Statistiska Centralbyrån (SCB).

## Nyttan med Intrastat
Handelsstatistiken är en viktig del i beräkningen av ett lands handelsbalans och ses som en viktig indikator på ett lands ekonomiska status. Särskilt exportdata kan användas som en indikator på ett lands tillverkningsindustris hälsa.
Statistiken kan även användas för till exempel planering av framtida infrastrukturbehov inom transportsektorn.

## Statistikinsamling
Det sätt som alla exporterande och importerande företag kommer i kontakt med Intrastat är att de för varje månad måste redovisa sin export och import till SCB.
Detta görs genom att varorna klassificeras till en viss varukod bestående av ett 8-siffrigt nummer (till exempel 73181630 vilket betyder muttrar i rostfritt stål).
Därefter redovisas hur stor mängd och värde av varje varuklass som exporterats eller importerats till varje EU-land.